# Sino Tâmil

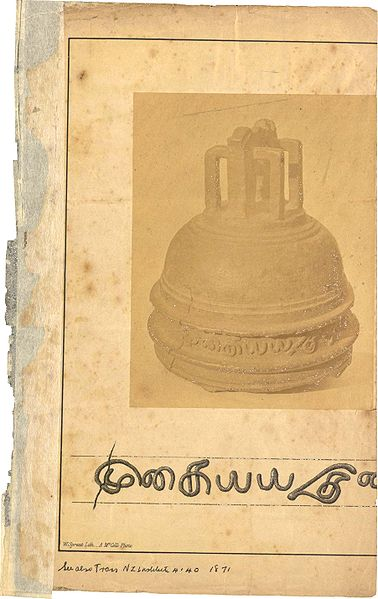
Gravura do século XIX do Sino Tâmil e a sua inscrição em caracteres tâmeis antigos

O Sino Tâmil é um sino de bronze quebrado de 166 mm de altura e 153 mm de diâmetro com uma inscrição em caracteres tâmeis antigos. É-lhe acreditada uma idade entre 400 e 500 anos e encontra-se preservado no Museu da Nova Zelândia Te Papa Tongarewa desde 1890, quando foi doado por William Colenso.
Utilizado ao longo de gerações por nativos maoris da Nova Zelândia como recipiente de cozinha, foi encontrada em 1836 no distrito de Whangarei, no norte do país, pelo reverendo William Colenso quando viu algumas nativas a utilizá-lo para ferver batatas. As ditas nativas teriam-lhe explicado que o sino era muito antigo e tinha sido encontrado entre as raízes de uma árvore abatida durante uma tempestade.
Na década de 1950 a inscrição do sino foi identificada como sendo tâmil, cujo significado traduziria: sino da nave mercante Muhaideen.
Depois de ter sido esclarecida a chegada do sino à Nova Zelândia, existem inúmeras teorias a respeito, inclusive a hipótese de que o sino fora levado por europeus no século XVIII. Isto levanta a possibilidade de que os tâmeis possam ter comercializado com a Nova Zelândia, inclusive antes da colonização europeia, não havendo, contudo, provas concretas sobre eventuais contactos. Pode ter chegado num barco à deriva ou, segundo outra teoria proposta que o relaciona com o chamado casco espanhol encontrado no porto de Wellington, podia ter sido comprada por Juan Sebastián Elcano na ilha de Java a bordo da nau Victoria, e transferida então para a caravela San Lesmes, da frota de García Jofre de Loaísa, a qual possivelmente naufragou no arquipélago Tuamotu, sendo então transportada por alguns dos seus sobreviventes ou descendentes.